# فرنسيسكو غارسيا (ملحن)
فرنسيسكو غارسيا (بالإسبانية: Francisco Javier García Fajer)‏ (و. 1730 – 1809 م) هو ملحن إسباني، توفي في سرقسطة، عن عمر يناهز 79 عاماً.

## مناصب
تولى منصب قائد اوركسترا موسيقية ‏
.

## روابط خارجية
- فرنسيسكو غارسيا على موقع ميوزك برينز (الإنجليزية)